# Río Contreras
Río Contreras är en ort i Mexiko.   Den ligger i kommunen Santa María Peñoles och delstaten Oaxaca, i den sydöstra delen av landet, 300 km sydost om huvudstaden Mexico City. Río Contreras ligger 2 073 meter över havet och antalet invånare är 229.
Terrängen runt Río Contreras är huvudsakligen kuperad, men österut är den bergig. Runt Río Contreras är det ganska glesbefolkat, med 32 invånare per kvadratkilometer. Närmaste större samhälle är San Felipe Tejalápam, 14,1 km öster om Río Contreras. I omgivningarna runt Río Contreras växer i huvudsak blandskog.